# Sergueï Liapounov
Pour les articles homonymes, voir Liapounov.

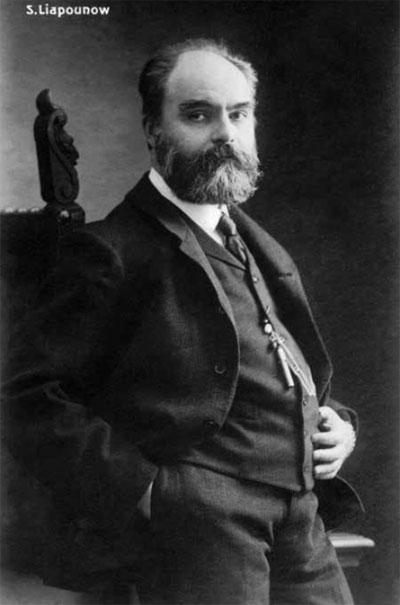
S. Liapounow.

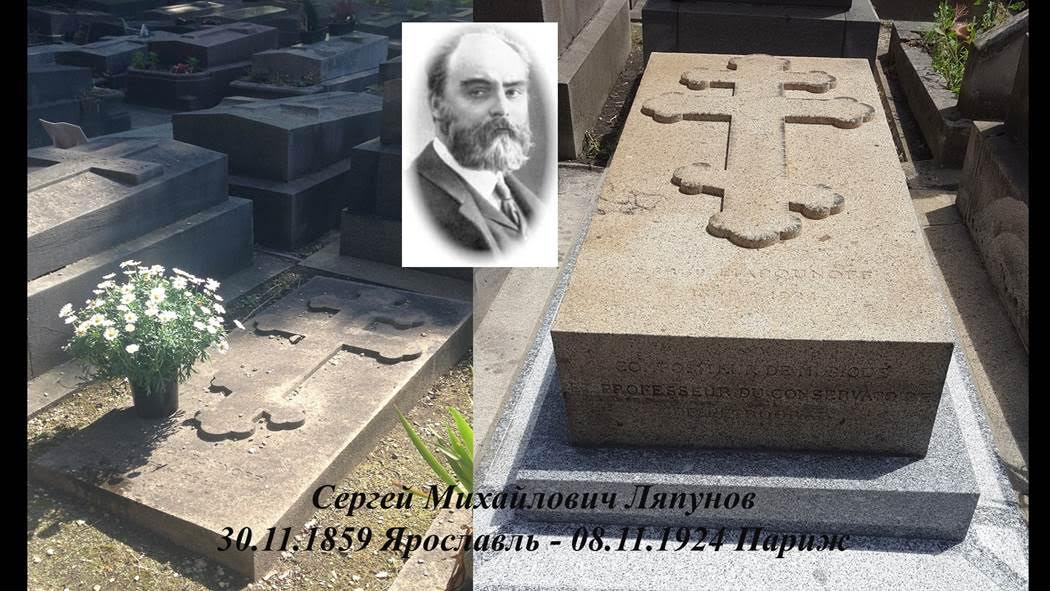

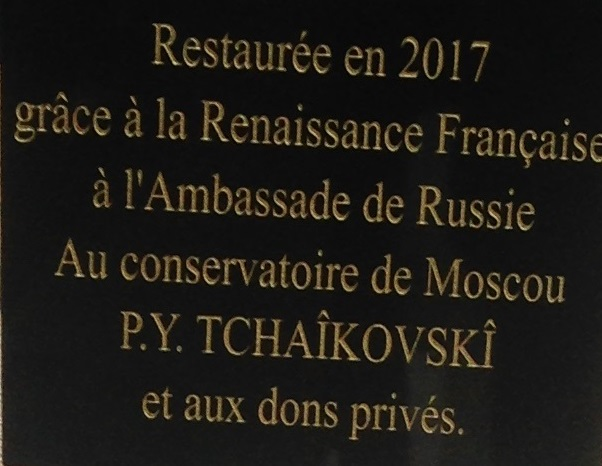

Sergueï Mikhaïlovitch Liapounov (en russe : Сергей Михайлович Ляпунов) est un compositeur russe né le 18 novembre 1859 (30 novembre 1859 dans le calendrier grégorien) à Iaroslavl et mort le 8 novembre 1924 à Paris.

## Biographie
Après la mort de son père, l'astronome Mikhaïl Vassilievitch Liapounov, à Iaroslavl alors qu'il n'a que huit ans, Sergueï va vivre à Nijni Novgorod avec sa mère, Sofia Alexandrovna née Chilipova, son frère aîné Alexandre, futur grand mathématicien, et son frère cadet Boris, futur slaviste de renom. Il suit les cours de Vassili Villoing. Sur les recommandations de Nikolaï Rubinstein, directeur du conservatoire de Moscou, Sergueï s'y inscrit en 1878. Ses principaux professeurs sont Karl Klindworth pour le piano et Sergueï Taneïev pour la composition.
Diplômé en 1883, il rencontre le compositeur Mili Balakirev qu'il rejoint à Saint-Pétersbourg en 1885. Balakirev, lui-même originaire de Nijni Novgorod, prend le jeune pianiste-compositeur sous son aile et l'accompagne dans ses premières compositions aussi attentivement qu'il le fait avec les membres de son cercle qui a succédé au fameux Groupe des Cinq. En 1893, dans le cadre du programme de la Société impériale géographique de Russie, Liapounov fait un voyage dans les provinces de Iaroslavl, Viatka, Vologda et Kostroma pour recueillir des chansons folkloriques de ces endroits. Le résultat est la collection publiée six ans plus tard Chansons du peuple russe,. En 1894, Liapounov est engagé comme directeur musical adjoint à la Chapelle impériale, succédant à Rimski-Korsakov. Il contribue grandement à l'amélioration du chant liturgique dans l'Église orthodoxe russe et il a aussi du temps pour composer. Son œuvre fameuse, Ouverture solennelle sur des thèmes russes, est composée en 1896. À partir de 1904, Liapounov se montre comme chef d'orchestre, notamment à Berlin et à Leipzig en 1907. En 1908, il compose son poème symphonique Żelazowa Wola en hommage à Chopin pour lequel il a une grande vénération depuis l'enfance. Il fait plusieurs tournées en 1910-1911 en Allemagne et en Autriche.
Il accède au rang de professeur au Conservatoire de Saint-Pétersbourg dans la classe de piano en 1911. Tout en enseignant au conservatoire, Liapounov vit une période intense de compositions et d'activités de concertiste virtuose. Au printemps 1919, Liapounov, contre toute attente pour lui, est élu staroste (marguillier) de la chapelle du Conservatoire de Pétrograd (nouveau nom de Saint-Pétersbourg depuis 1914). Il s'engage sérieusement à l'exécution de chants d'Église pendant les services divins et attire des représentants du conservatoire. Il commence à développer un cours spécial pour l'étude de la musique de culte russe ancienne. À l'automne 1921, une classe pour l'étude du chant religieux russe est formée au conservatoire sous la direction de Liapounov. Le décret des autorités bolchéviques publié le 23 février 1922 sur la saisie des objets de valeur des églises donne le signal de la répression à venir. Le troisième jour après le décret, des commissaires du peuple se présentent à la chapelle du conservatoire. Le staroste Liapounov refuse de leur donner les clefs, mais ils forcent la porte. Par la suite, il est arrêté avec quatre-vingt-seize personnes (dont dix seront fusillées) dans le cadre de l'Affaire des ecclésiastiques de Pétrograd. Lors du procès, le compositeur se comporte avec dignité. Il écrit sa dernière œuvre dans son pays natal dans la salle d'audience le 20 juin 1922. Un manuscrit de la partition du compositeur portant cette date a été conservé. Il s'agit de l'hymne Ô Mère de Dieu, Vierge, réjouis-toi pour un chœur mixte à quatre voix. Il est condamné à six mois de prison. Menacé et surveillé, il émigre à Paris en 1923 et dirige une école de musique pour émigrés russes, mais meurt d'une attaque cardiaque peu de temps après.
Liapounov est issu d'une génération intermédiaire entre d'un côté le Groupe des Cinq et Tchaïkovski, et de l'autre côté des compositeurs comme Scriabine, Stravinsky, Prokofiev ou Chostakovitch. Avec Alexandre Glazounov et Anton Arenski, il reste bien moins connu que le néo romantique Sergueï Rachmaninov de dix ans son cadet.
Lui-même pianiste virtuose, comme Balakirev son mentor, Liapounov s'est illustré dans des œuvres pour cet instrument, avec ou sans orchestre. Il a également composé des chansons avec accompagnement au piano. Son œuvre la plus célèbre, écrite à la mémoire de Liszt, est Douze études d'exécution transcendante.
Sergueï Liapounov est enterré à Paris, au cimetière des Batignolles (24e division, 7 ligne, n°29). La sépulture du compositeur a été restaurée en 2017 grâce à la Renaissance française, à l'Ambassade de Russie, au Conservatoire de Moscou P.I.Tchaïkovski et à des dons privés.

## Discographie sélective au 03/11/2021
- 12 Études d'exécution transcendante op.11 : Louis Kentner (piano) 1 CD APR, enregistrements de 1939 & 1949
- 12 Études d'exécution transcendante op.11 : Florian Noack (piano) 1 CD La Dolce Volta 2020  Diapason d’or
- Concertos pour piano et orchestre no 1, op.4 & no 2, op.38 + Rhapsodie sur des thèmes ukrainiens, op.28 : Hamish Milne (piano) & BBC Scottish Symphony Orchestra, Martyn Brabbins (direction d'orchestre) 1 CD HYPERION 2002 (Collection Le Concerto romantique pour piano, Vol. 30)
- Concertos pour piano et orchestre no 1, op.4 & no 2, op.38 + Rhapsodie sur des thèmes ukrainiens, op.28 : Shorena Tsintsabadze (piano) & Orchestre philharmonique russe, Dmitry Yablonsky (direction d'orchestre) 1 CD NAXOS 2010
- Rhapsodie sur des thèmes ukrainiens, op.28 : Michael Ponti (piano), Orchestre Symphonique de Westphalie, Siegfried Landau (direction d'orchestre) 1 CD CONCERTO ROYALE/ADORA 1975, complément : Balakirev)
- Concerto pour violon et orchestre, op.61 & Symphonie no 1, op.12 : Maxime Fedotov (violon), Orchestre philharmonique russe, Dmitry Yablonsky (direction d'orchestre) 1 CD NAXOS 2011
- Symphonie no 1, op.12 ; Concerto pour piano et orchestre no 2, op.38 & Polonaise, op.16 : Howard Shelley (piano) & BBC Philharmonic, Vassily Sinaïski (direction d'orchestre) 1 CD CHANDOS 2006
- Symphonie n°2, op. 66 : Orchestre philharmonique de Radio-France, Evgueny Svetlanov (direction d'orchestre) 1 CD INA/NAÏVE 1998
- Poèmes symphoniques : Ouverture solennelle sur des thèmes russes op.7 + Zelazowa Wola op.37 + Hashish, fantaisie orientale op.53 + Polonaise op.16 + Orchestration du poème symphonique "Islamey" de Balakirev : Orchestre symphonique académique d'URSS, Evgueny Svetlanov (direction d'orchestre), 1 CD MELODYA 1986

## Œuvre
Sergueï Liapounov laisse un catalogue de 80 œuvres musicales.

### Avec numéro d'opus
- Trois Morceaux, op. 1 [pour piano]
- Ballade, op. 2 - Ouverture symphonique (1883; rév. 1894-1896)
- Rêverie du soir, op. 3 [pour piano] (1880, rév. 1903)
- Concerto pour piano no 1 en mi bémol mineur, op. 4 (1890)
- Impromptu en la bémol majeur, op. 5
- Sept Préludes, op. 6 [pour piano] (1895)
- Ouverture solennelle sur des thèmes russes, op. 7 (1886, créée le 6 mai 1886 à Saint-Pétersbourg)
- Nocturne en ré bémol, op. 8 [pour piano]
- Deux Mazurkas, op. 9 [pour piano] : no 1 en fa dièse mineur, no 2 en ré bémol majeur
- Trente Chants populaires russes, op. 10
- Douze Études d'exécution transcendante pour le piano, op. 11 (1900-1905)
  1. Berceuse en fa dièse majeur
  2. Ronde des fantômes en ré dièse mineur
  3. Carillon en si majeur
  4. Terek (Le fleuve Terek) en sol dièse mineur
  5. Nuit d'été en mi majeur
  6. Tempête en ut dièse mineur
  7. Idylle en la majeur
  8. Chant épique en fa dièse mineur
  9. Harpes éoliennes en ré majeur
  10. Lezghinka en si mineur
  11. Ronde des sylphes en sol majeur
  12. Élégie en mémoire de François Liszt en mi mineur
- Symphonie no 1 en si mineur, op. 12 (1887, créée le 23 avril 1888 à Saint-Pétersbourg)
- Trente-cinq Chansons populaires russes, op. 13 (1897)
- Quatre Chansons, op. 14
- Chansons russes, op. 15 (1900)
- Polonaise, op. 16 [pour orchestre] (1902)
- Mazurka no 3 en mi bémol mineur, op. 17 [pour piano]
- Novelette, op. 18 [pour piano]
- Mazurka no 4 en la bémol majeur, op. 19 [pour piano]
- Valse pensive en ré bémol majeur, op. 20 [pour piano]
- Mazurka no 5 en si bémol mineur, op. 21 [pour piano]
- Chant du crépuscule, op. 22 [pour piano]
- Valse-Impromptu no 1 en ré majeur, op. 23 [pour piano]
- Mazurka no 6 en sol majeur, op. 24 [pour piano]
- Tarentelle en si bémol mineur, op. 25 [pour piano]
- Chant d'automne en fa dièse mineur op. 26 [pour piano] (1906)
- Sonate pour piano en fa mineur, op. 27 (1906-1908)
- Rhapsodie sur des thèmes ukrainiens, pour piano et orchestre op. 28 (1907, créée le 23 mars 1908 à Berlin)
- Valse-Impromptu no 2 en sol bémol majeur, op. 29 [pour piano]
- Quatre Chansons, op. 30
- Mazurka no 7 en sol dièse mineur, op. 31 [pour piano]
- Quatre Chansons, op. 32
- Deux pièces pour piano d'après Rouslan et Ludmila de Glinka, op. 33
- Humoresque, op. 34 [pour piano]
- Divertissement, op. 35 [Six morceaux pour piano]
- Mazurka no 8 en sol mineur, op. 36 [pour piano] (1909)
- Żelazowa Wola - Poème symphonique, op. 37 (1909)
- Concerto pour piano no 2 en mi majeur, op. 38 (1909)
- Trois Chansons, op. 39
- Trois Morceaux de moyenne difficulté op. 40 [pour piano] (1910) : no 1 Prélude, no 2 Elégie, no 3 Humoresque
- Fêtes de Noël (Svyatki), op. 41 [pour piano] (1910)
- Trois Chansons, op. 42 (1910-11)
- Sept Chansons, op. 43 (1911)
- Trois Chansons, op. 44 (1911)
- Scherzo, op. 45 [pour piano]
- Barcarolle en sol dièse mineur, op. 46 [pour piano] (1911)
- Cinq Quatuors vocaux (pour voix d'hommes) op. 47
- Cinq Quatuors vocaux (pour voix d'hommes) op. 48 (1912)
- Variations sur un thème russe en ré dièse mineur op. 49 [pour piano] (1912)
- Quatre Chansons, op. 50 (1912)
- Quatre Chansons, op. 51 (1912)
- Quatre Chansons, op. 52 (1912)
- Hashish - Poème symphonique, op. 53 (1913)
- Prélude Pastoral en la bémol majeur, op. 54 [pour orgue] (1913)
- Grande Polonaise de Concert, op. 55 [pour piano] (1913)
- Quatre Chansons, op. 56 (1913)
- Trois Morceaux, op. 57 [pour piano]
- Prélude et Fugue, op. 58 [pour piano]
- Six Morceaux faciles, op. 59 [pour piano]
- Variations sur un thème géorgien, op. 60 [pour piano] (1914-15)
- Concerto pour violon et orchestre en ré mineur, op. 61 (1915, rév. 1921)
- Œuvres sacrées, op. 62 (1915)
- Sextuor pour piano, deux violons, alto, violoncelle et contrebasse, op. 63 (1915, rév. 1921)
- Psaume 140 pour voix, harpe et orgue, op. 64 (1916, rév. 1923)
- Sonatine, op. 65 [pour piano]
- Symphonie no 2 en si bémol mineur op. 66 (1910-1917, créée le 28 décembre 1950 à Léningrad)
- Vetcherniaïa pesn (Chanson du soir) - Cantate pour ténor, chœur et orchestre, op. 68 (1920)
- Quatre Chansons, op. 69  (1919),
- Valse-Impromptu no 3 en mi majeur, op. 70 [pour piano]
- Quatre Chansons, op. 71 (1919–1920)

### Sans numéro d'opus
- Les Dons du Terek (Дары Терека) - Cantate pour alto solo, chœur et orchestre sur un poème de Lermontov (1883)
- Six Morceaux très faciles [pour piano] (1918-1919)
- Toccata et Fugue en ut majeur [pour piano] (1920)
- Canon [pour piano] (1923)
- Allegretto scherzando [pour piano] (1923)
- Deux Préludes  [pour piano]
- Transcription pour piano du Canon de Pachelbel
- Transcription pour piano de Kamarinskaïa (Glinka)